# Sjaan Duinhoven
Sjaan Duinhoven (27 januari 1985) is een Nederlands actrice, zangeres en liedjesschrijfster.

## Levensloop
Duinhoven studeerde in 2009 af aan de Amsterdamse Toneelschool en Kleinkunstacademie. Voor haar studie was ze al te zien in de Nederlandse televisiefilm Tasten in het duister (1996) en de BNN-serie Bitches (2004-2005).
In 2013 nam ze het Grote Veelbelovende Debuutalbum op. De nummers op dit album schreef ze zelf. In 2018 schreef ze de liedjes die Bruno Vanden Broecke zong als Gerard de Groot in de speelfilm Billy.
Als actrice is Duinhoven aangesloten geweest bij diverse theatergezelschappen, waaronder Orkater, Toneelgroep Oostpool, het Toneel Speelt, Circus Treurdier en Zeelandia.

## Filmografie

### Film
- Tasten in het duister (1996) - Heleen Olaf

### Televisie
- Dokter Tinus (2016-2017) - Dr. Renee Thieme
- Danni Lowinski (2013) - Roos
- Lijn 32 (2012) - Meisje uitzendbureau
- Flikken Maastricht (2011) - Sanderijn Meertens
- De meisjes van Thijs (2010) - Isabel
- Bitches (2004-2005) - Sabine Finckelstijn
- IC (2004)
- Spangen (2003) afl. "Wasdom" - Shannah

### Theater
- Rad van Fortuin - Bellevue Lunchtheater (2015)